# 普拉特恩

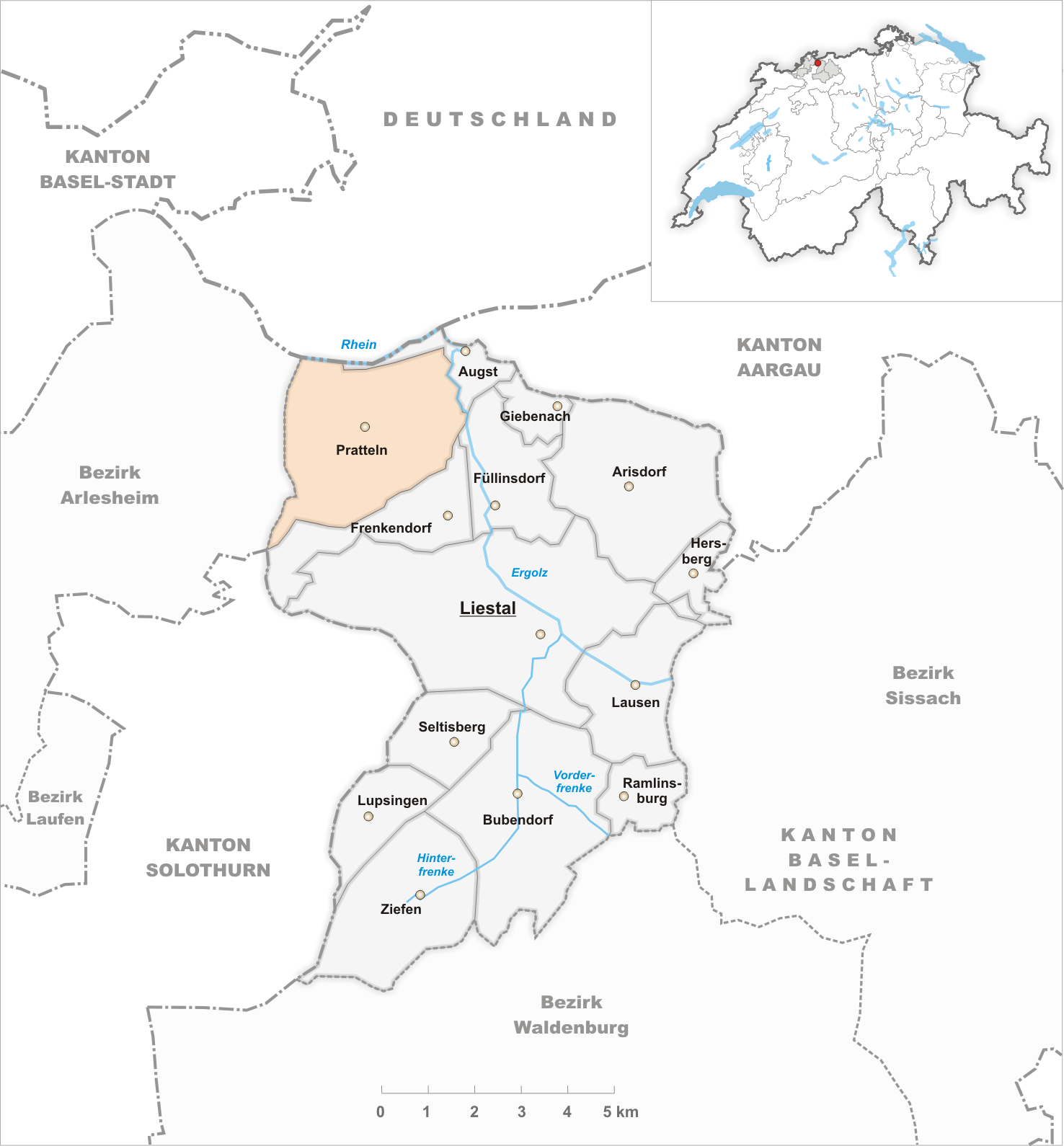
普拉特恩市地图

普拉特恩（德語：Pratteln）是瑞士联邦的城镇，位於該國北部，由巴塞爾鄉村州負責管轄，面積为10.70平方公里，海拔高度296米，2017年12月31日人口为16,388人，其中信奉羅馬天主教和基督教的居民各佔三成。

## 外部連結
- 普拉特恩市官网 （页面存档备份，存于） （德文）